# Den flygande holländaren 2
För andra betydelser, se Den flygande holländaren.
Den flygande holländaren 2 är ett svenskt samlingsalbum från 1998, utgivet som en hyllning till Cornelis Vreeswijk.
Albumet var en uppföljare till det tidigare utgivna Den flygande holländaren (1988), men nu med andra artister. Skivnumret är EMI 4974972.

## Låtlista
Alla låtar är skrivna och komponerade av Cornelis Vreeswijk. 
| Nr           | Titel                                   | Artist                               | Längd   |
| ------------ | --------------------------------------- | ------------------------------------ | ------- |
| 1.           | Intro / Elisabeth                       | DFH2                                 | 1:27    |
| 2.           | Papillas samba                          | Lisa Ekdahl                          | 2:22    |
| 3.           | Incestvisa                              | Wille Crafoord                       | 2:50    |
| 4.           | Felicia pratar                          | Bo Kaspers Orkester                  | 3:37    |
| 5.           | Telegram för fullmånen                  | Lisa Nilsson & Esbjörn Svensson Trio | 2:49    |
| 6.           | Horoskopvisa                            | Louise Hoffsten                      | 5:45    |
| 7.           | Balladen om all kärleks lön             | Olle Ljungström                      | 2:54    |
| 8.           | Min tanke är fri                        | Stefan Sundström                     | 3:04    |
| 9.           | Luchin                                  | Irma Schultz                         | 4:00    |
| 10.          | Hajar'u de' då Jack?                    | Mats Ronander                        | 3:55    |
| 11.          | Om jag vore arbetslös                   | Plura Jonsson & Sara Isaksson        | 3:04    |
| 12.          | Alices snaps                            | Regina Lund                          | 5:21    |
| 13.          | Huvudlösen för aftonen                  | Louise Hoffsten                      | 4:15    |
| 14.          | Elisabeth                               | Mats Ronander                        | 1:45    |
| 15.          | Blues för Jacques Brel                  | Rikard Wolff                         | 4:49    |
| 16.          | Lasse liten blues                       | Stefan Sundström                     | 3:19    |
| 17.          | Brev från kolonien                      | Wille Crafoord                       | 3:24    |
| 18.          | Jag hade en gång en båt                 | 3                                    | 3:41    |
| 19.          | Pamflett nr 68 / vals för ingens hundar | Lars Winnerbäck                      | 3:47    |
| 20.          | Till Linnéa via Leonard Cohen           | Staffan Hellstrand                   | 4:15    |
| 21.          | Mördar-Anders                           | Jack Vreeswijk                       | 3:49    |
| 22.          | I natt jag drömde                       | Sara Isaksson                        | 1:01    |
| Total längd: | Total längd:                            | Total längd:                         | 1:15:13 |